# Organización territorial de Haití
Las divisiones administrativas de Haití se refiere a la organización institucional y territorial del territorio haitiano. Existen varias divisiones administrativas que pueden tener objetivos políticos (gobierno local), electorales (distritos) o administrativos (servicios descentralizados del estado).

## Divisiones administrativas
A 22 de julio de 2015, Haití está dividida en las siguientes entidades:
- 4 regiones: Norte, Centro, Oeste y Sur.
- 10 departamentos con posibilidad de llegar hasta 16.
- Los departamentos se subdividen en 42 distritos.
- Los distritos se subdividen en 144 comunas.
- Los municipios se subdividen en 65 barrios.[3]
- Los barrios se subdividen en 571 secciones comunales.

Geográficamente, los departamentos son las divisiones territoriales más grandes, las cuales agrupan varios distritos y estos a su vez agrupan varias comunas (municipios). Si bien la comuna está compuesta por ciudades y localidades, los barrios y secciones comunales son subdivisiones territoriales básicas. Los barrios son entidades cuyo estatuto sigue siendo vago y un territorio mal definido.